# جيوفاني (لاعب كرة قدم)
جيوفاني (بالبرتغالية: Giovanni Manson Ribeiro‏) هو لاعب كرة قدم برازيلي في مركز الوسط، ولد في 31 يناير 2002 في باورو في البرازيل. لعب مع شباب أياكس ونادي سانتوس.